# Улица Попова (Архангельск)
Улица Попова — улица в историческом центре Архангельска (Октябрьский район). Проходит от Набережной Северной Двины до улицы Суфтина. Протяжённость улицы около полутора километров.

## История

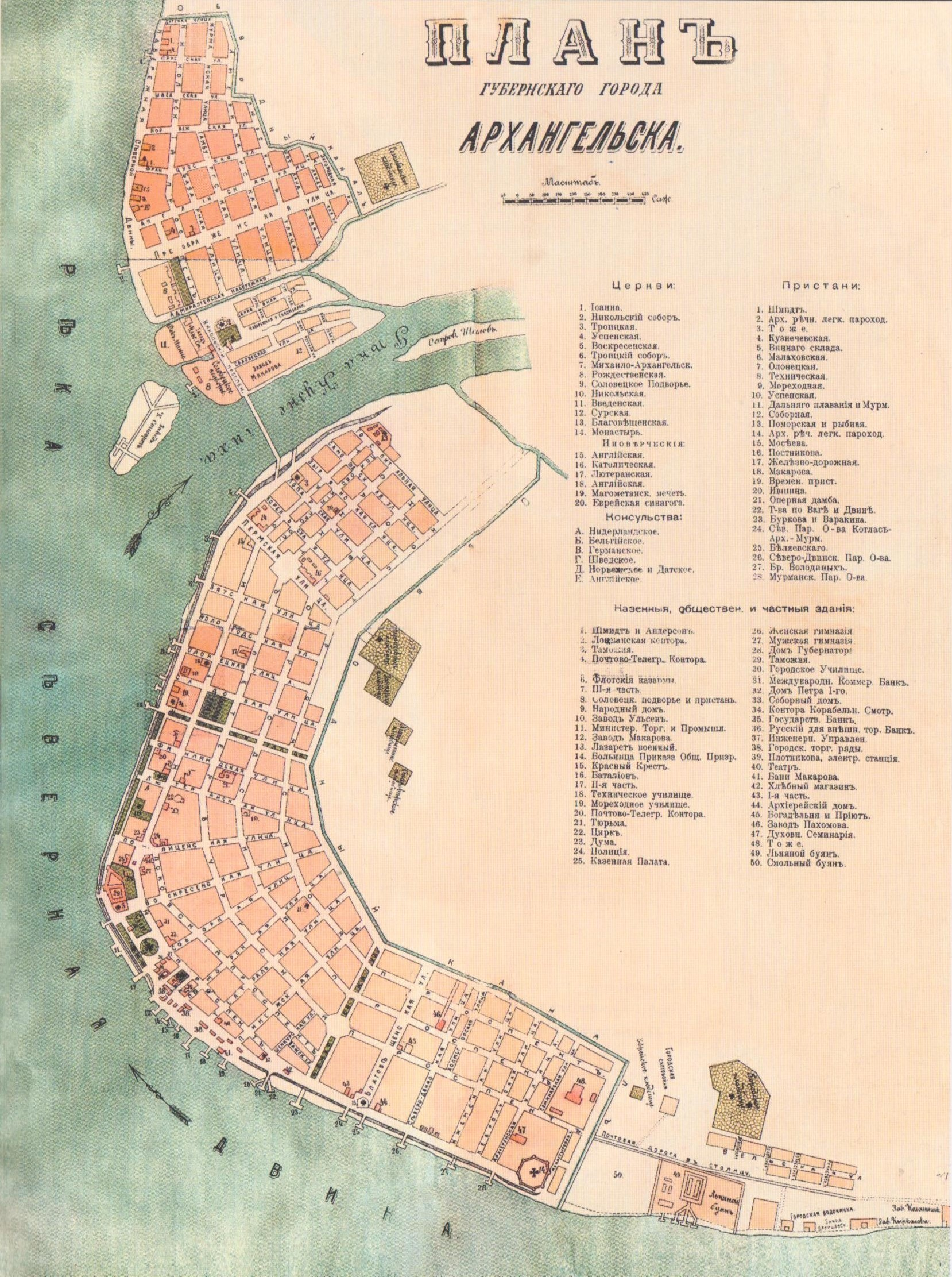
Карта Архангельска 1890 года

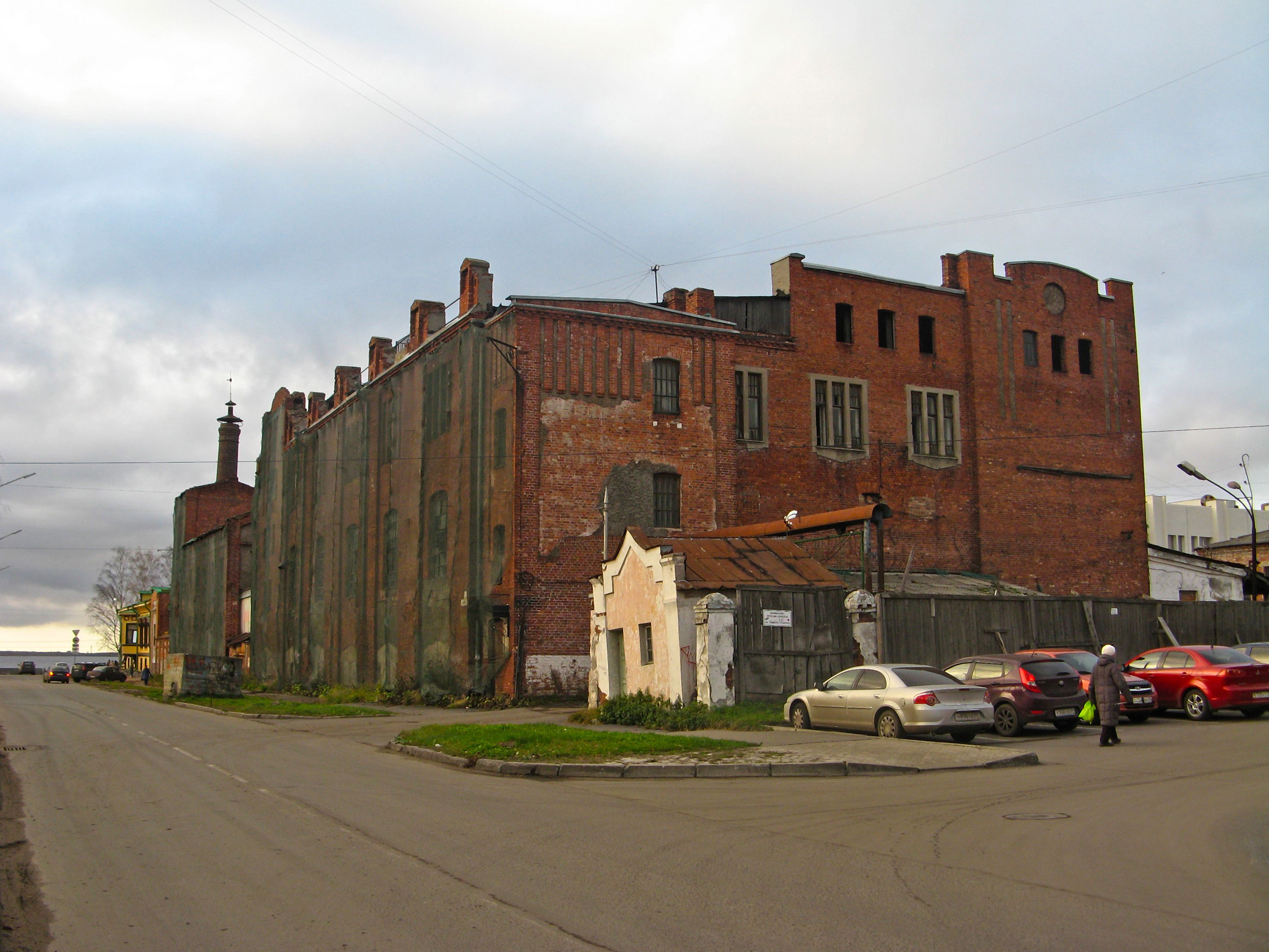
Улица Попова, нечётная сторона, вид к Набережной Северной Двины

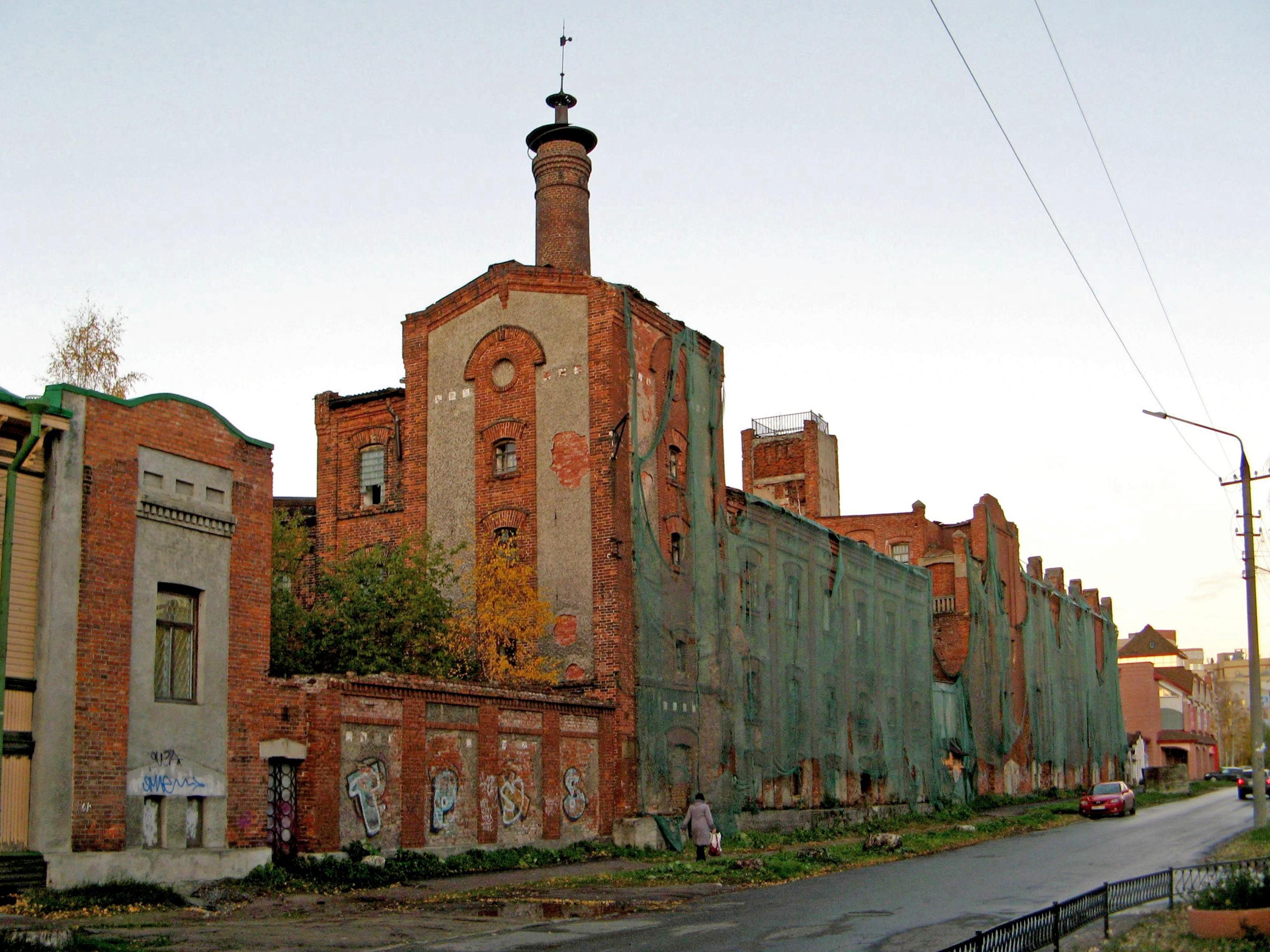
Улица Попова, нечётная сторона, вид к Троицкому проспекту

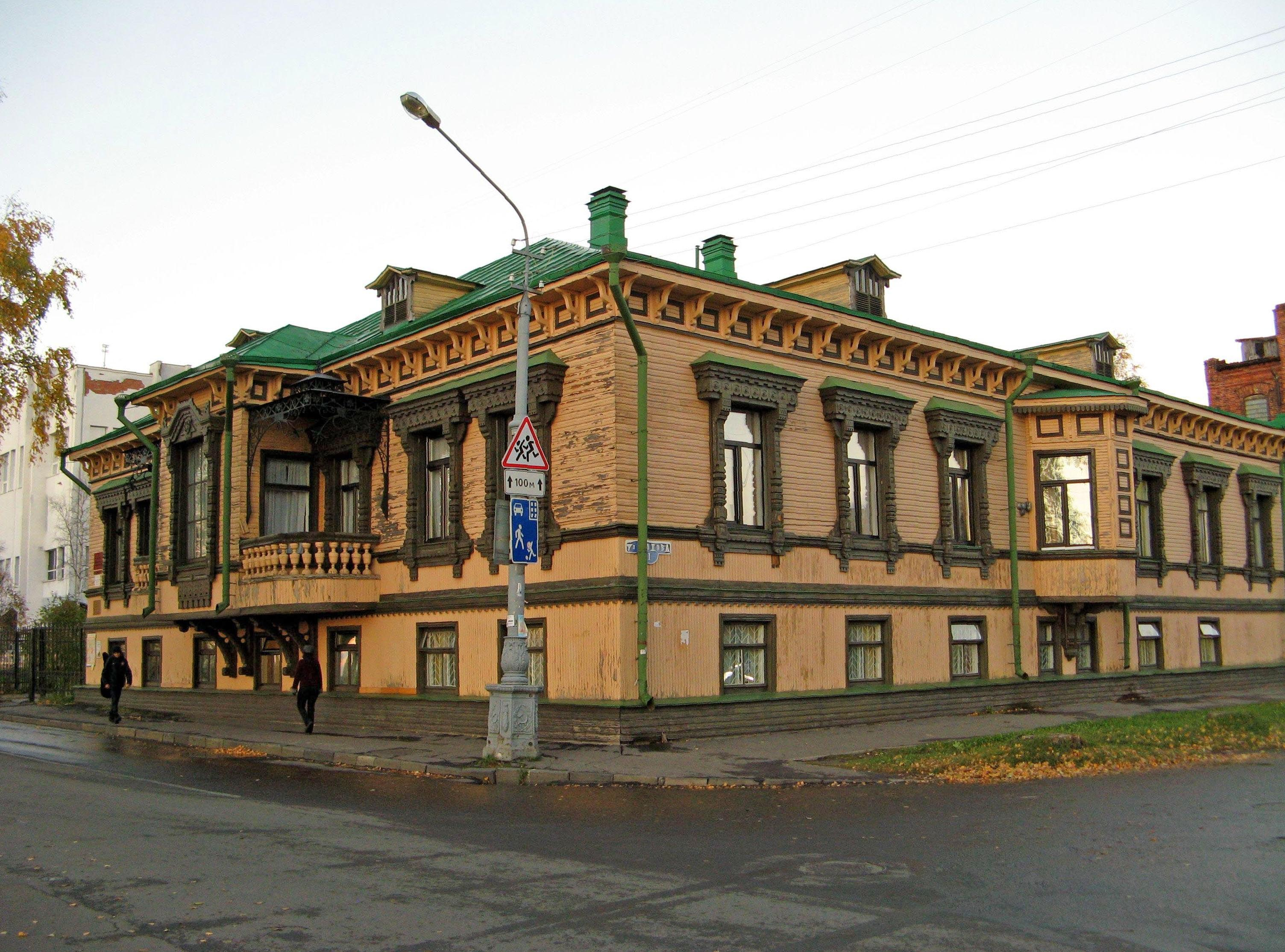
Особняк Суркова А. Ю.

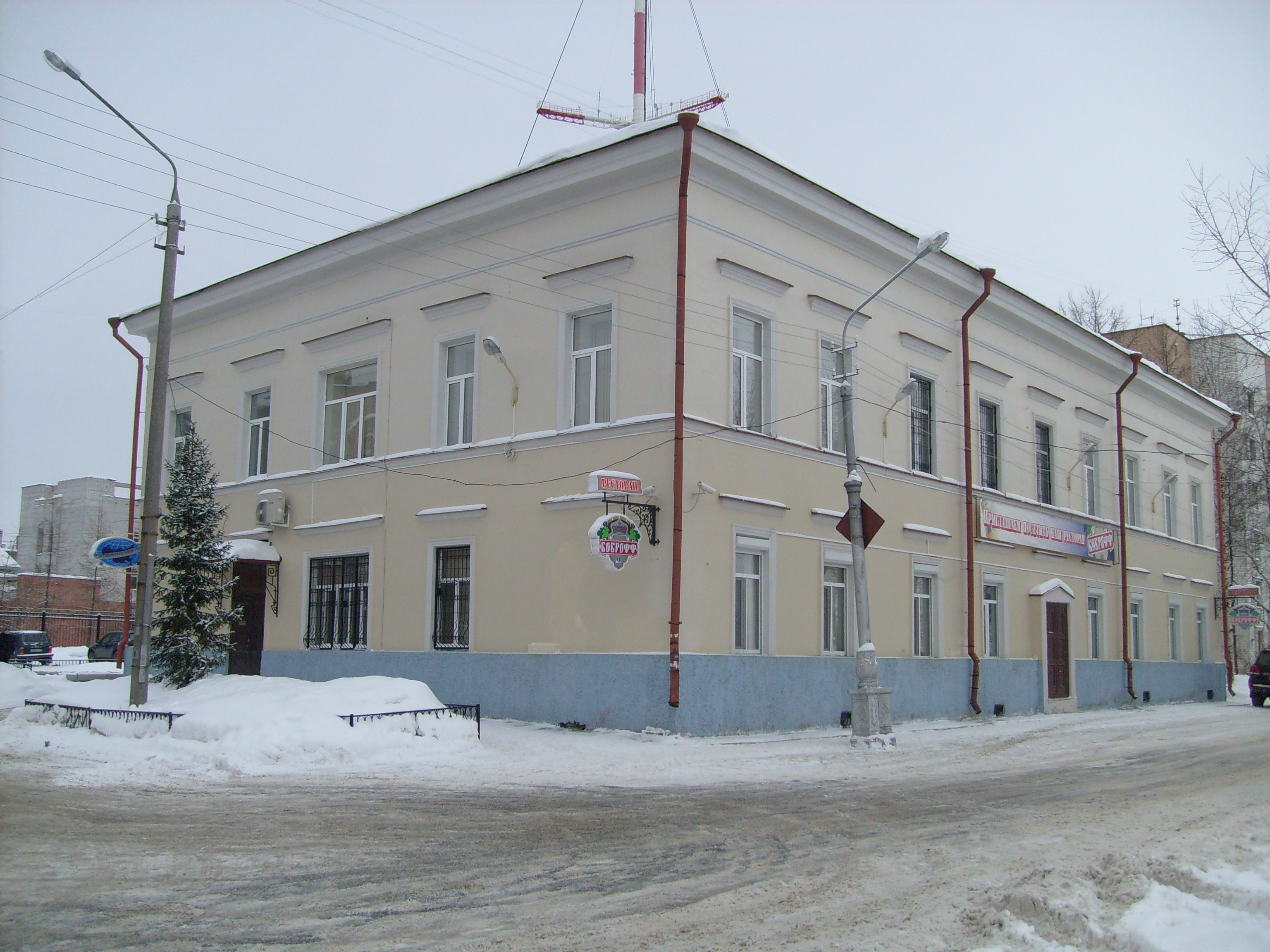
Усадьба Р. Вайтед

Прошла по территории Немецкой слободы. Первоначально заканчивалась у Обводного канала, затем получила продолжение.
В прошлом неоднократно меняла название — Захарьинская и Захарьевская, Почтамтская (по почтово-телеграфной конторе), Финлядская, Пролеткульта (в первые годы Советской власти в д. 1 на улице размещалась его студия), Ворошилова.
Современное название в честь Александра Степановича Попова (1859—1906), русского учёного-электротехника, изобретателя радио. Наименование улицы связано с тем, что на ней расположено здание Архангельской государственно телерадиовещательной компании «Поморье», отсюда ведёт передачи областное радио. Положившая начало развитию радиовещания в области радиовещательная станция РВ-36 вступила в строй 1 мая 1931 года.
Пивоваренный завод на улице был построен в середине XIX века. Завод, как объект культурного наследия, будет сохранён. В 1863 году возведена городская усадьба Вайтед, консула Великобритании в Архангельске, основателя торговой фирмы.
В конце улицы располагалась тюрьма
В сентябре 2022 года компания «Севералмаз» к 85-летию Архангельской области (и к своему 30-летию) у выхода улицы к Набережной Северной Двины установила небольшую скульптуру «Кудесник с алмазом» из серии «Кудесники — хранители Севера». Кудесники выполнены в детском обличье и с ангельскими крыльями, как отсылка к названию города Архангельска.
Автор скульптуры — петербургский скульптор Ольга Сагаконь. По мнению устроителей эта скульптура повысит туристическую привлекательность города

## Достопримечательности
д. 1 — Особняк Суркова
д. 2 — Усадьба Р. Вайтед, мемориальная доска А. Я. Колотиловой
д. 3 — Пивоваренный завод А. Ю. Суркова
Жанровая скульптура «Кудесник с алмазом»